# Nosaby

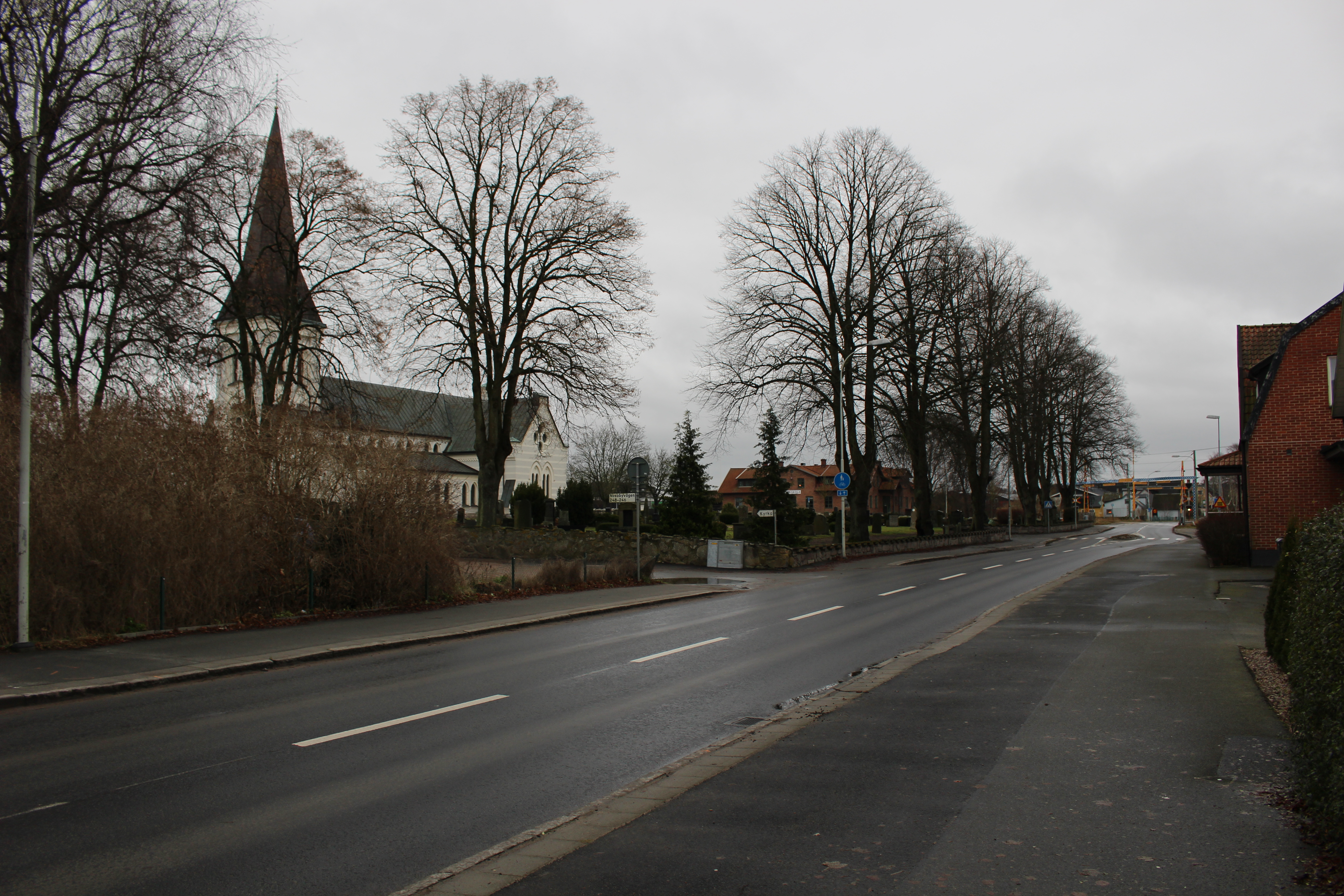
Länsväg 118 går igenom Nosaby

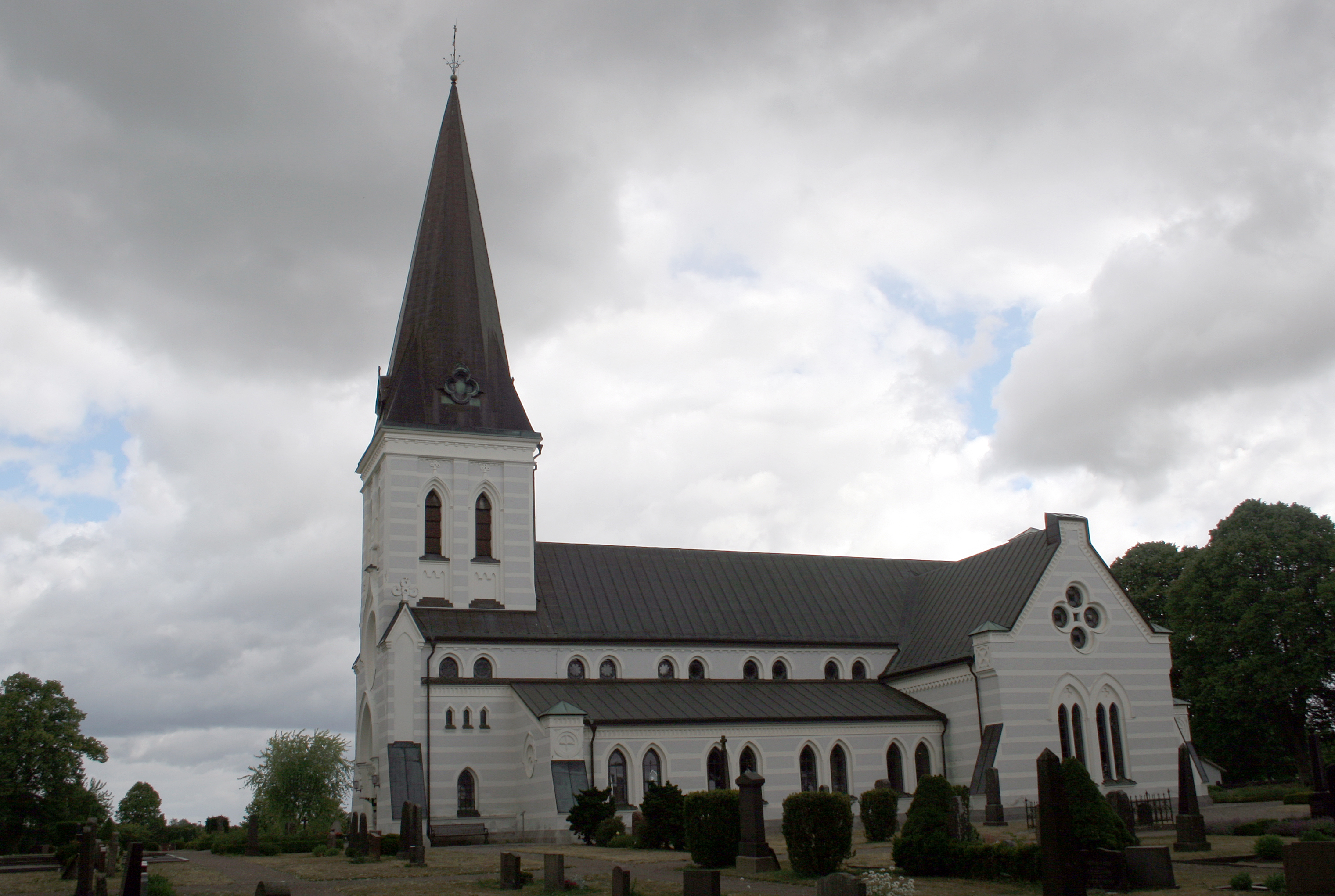
Nosaby kyrka

Nosaby är en stadsdel i norra utkanten av Kristianstad och kyrkby i Nosaby socken. 
I stadsdelen ligger Nosaby kyrka som under slutet av 1800-talet ersatte en medeltida kyrka. Kyrkan ritades av Helgo Zettervall och invigdes 1875. Ovanför ingången till kyrkan står det "Dina murar skall bära salighet och Dina portar lof".

## Historia
Enligt Svenska orter : atlas över Sverige med ortbeskrivning var Nosaby i början av 1930-talet ett villasamhälle och en by i Kristianstad län, Nosaby kommun med 35 jordbruksfastigheter och 77 andra fastigheter. Jordbruksfastigheterna var taxerade till 501 900 kr., därav 499 900 i jordbruksvärde och 2000 i tomt och industrivärde. Andra fastigheter var taxerade till 269 100. Villasamhället ingår i Nosaby nr 20 och hade cirka 150 innevånare den 1 januari 1931. Orten hade då hållplats på järnvägslinjen Karlskrona—Kristianstad, 4 km från Kristianstad, post- och telefonstation. Nosaby nr 9 kallades Nosabyholm och ägdes av Nils Nilson; areal 27,8 har, därav 23,8 åker, taxeringsvärde 52 000 kr., därav 50 000 i jordbruksvärde och 2 000 tomt- och industrivärde. Nosaby nr 20 73,7 har, därav 66,3 åker, taxeringsvärde 65 600.
Samhället låg i Nosaby kommun som var en egen kommun fram till 1952, då man bildade storkommun med Österslöv och Fjälkerstad. Landskommunen gick upp i Kristianstad stad och tillhör sedan 1970 Kristianstads kommun. Samhället räknas nu som en stadsdel i tätorten Kristianstad. Bebyggelsen breder ut sig längs med Nosabyvägen som löper runt den sänkta Nosabyviken av Hammarsjön. Vägen kommer från Hammar i sydost och löper genom Nosaby för att fortsätta mot Fjälkestad. Genom bostadsområdena Österäng och Kulltorp i Kristianstad har bebyggelsen växt ihop med staden Kristianstad. Bland mer nationell uppmärksammade händelser i samhället intar järnvägsolyckan i Nosaby som inträffade den 10 september 2004.  I september 2009 sågs en varg i Nosaby, den sydligaste siktning av varg i Sverige på flera år.

## Skolor
Nosabys högstadieskola byggdes på 1970-talet. Skolan var sliten och omodern i början av 2000-talet. Nosabyskolan hade dålig akustik, med bullrig miljö som var tröttande för lärare och elever. De 13 toaletterna för eleverna var ofräscha och skolan hade bara tre grupprum. Grupprum var inte prioriterade på 1970-talet. 2011 revs det mesta av skolan och bara ett skal återstod. Nosabyskolan nyinvigdes sedan vid vårterminens start 2013. Nära högstadieskolasn ligger gamla Nosaby folkskola. Denna drabbades av en brand 2004.

## Föreningar
Stadsdelen är hemvist för Nosaby GK och fotbollsklubben Nosaby IF. Nosaby IF drabbades av en brand i en byggnad 2019.Nosaby scoutkår bildades 1971. Församlingsassistenten Rolf Stjärnkvist fick i uppdrag att starta en scoutkår. Han startade kåren tillsammans med Bengt Nilsson och Lars Lundkvist som båda hade varit scouter i Kristianstads scoutkår.

## Företag
Kristianstadortens Lagerhusförening har en av sina anläggningar vid Rödaled i Nosaby. Anläggningen kan lagra cirka 20 000 ton spannmål och har lager av växtskydd, mineralgödsel och utsäde. Anläggningen uppfördes 1955 och har sedan byggt ut i flera etapper. I Nosaby har funnits ett bageri för spettekakor i flera generationer. 1989 startades Våffelbagaren i Nosaby som gör våffelstrutar för glassar. 2007 byggdes nya lokaler för den tillverkningen.